# Astypalaia
Astypalaia (grekiska Αστυπάλαια, ordagrant "Den gamla staden", under osmansk tid Stampalia, på nygrekiska även Astropalia) är en ö i ögruppen Dodekaneserna i Grekland, sydväst om Kos. Invånarantalet är 1 399 (2021). Det finns en flygplats och färjeförbindelser.

## Historia
Astypalaia kallades under antiken även Ichthyoessa, den fiskrika. Öns första bosättare kom under stenåldern. Under den klassiska perioden på 400-talet f.Kr. var ön rik och betalade hög tribut till Aten. Dessutom byggdes det många tempel.
Under 100-talet användes ön som hamn för romerska skepp som skyddade ön från piratattacker. Under den bysantinska tiden fortsatte ön att blomstra. Ön erövrades av venetianerna på 1200-talet och sedan av turkarna på 1500-talet. Under grekiska frihetskriget på 1820-talet befriades ön tillfälligt.
År 1912 ockuperades Astypalaia, liksom de övriga öarna i Dodekaneserna, av italienarna. Ön avträddes formellt till Italien i Lausannefördraget 1923, och Italien behöll makten över ön ända till 1947.

## Geografi
Astypalaia ligger i södra Egeiska havet, sydväst om Kos. Geografiskt tillhör den ögruppen Dodekaneserna (Tolvöarna), men geologiskt räknas den till Kykladerna. Den har en area på 97 kvadratkilometer. Astypalaias kuster är steniga, med vikar och stränder, och en liten landremsa på cirka 100 meter, Sundet, delar ön i två delar, den inre och den yttre ön. Huvudstaden och huvudhamnen på ön är Astypalaia, eller Chora.
På ön finns också en venetiansk borg från 1200-talet.
Sydost om huvudön ligger flera små öar, som Agia Kyriaki, Chondros, Kounoupi och Koutsomytis. I väster ligger öarna Ofidousa, Ktenia, Pontikousa och andra.

## Kommunikationer
Till Astypalaia går färjor från Pireus på det grekiska fastlandet. Sommartid finns det även flygförbindelse med Aten.